# Konstanty Matyjewicz-Maciejewicz (junior)
Konstanty Matyjewicz-Maciejewicz (junior)  (ur. 12 stycznia 1918, zm. 8 czerwca 1999 w Szczecinie) – polski marynarz, obrońca Helu w 1939

## Życiorys
Urodził się w Połtawie na Ukrainie. Ojciec Konstanty od 1922 roku był komendantem żaglowców szkolnych „Lwów” i „Dar Pomorza”, a następnie dyrektorem Państwowej Szkoły Morskiej w Gdyni i Szczecinie. Konstanty w wieku 9 lat w 1927 roku popłynął z uczniami PSM w rejs szkolny na Maderę. Po ukończeniu 6. klas Towarzystwa Szkół Średnich zdał egzaminy do PSM w Gdyni w 1934, a następnie wziął udział w rejsie „Daru Pomorza” dookoła świata. Wydział Mechaniczny PSM ukończył w 1938. Służbę wojskową odbył w Szkole Podchorążych Rezerwy Artylerii Przeciwlotniczej w Trauguttowie koło Brześcia nad Bugiem. Zmobilizowany w końcu sierpnia trafił na Hel do obrony przeciwlotniczej. Po kapitulacji dostał się do niewoli, w której przebywał do 1944. Po ucieczce z niewoli przedostał się do Paryża i Londynu. Od lutego do grudnia 1945 pływał na m/s Lewancie, na którym powrócił do Polski w styczniu 1946. W 1957 otrzymał dyplom ukończenia studiów I stopnia Wydziału Budowy Okrętów Politechniki Gdańskiej z tytułem inżyniera budownictwa okrętowego. Dyplom oficera mechanika okrętowego I klasy otrzymał w 1960. 1948-1979 pływał na statkach jako starszy mechanik.

## Odznaczenia i wyróżnienia
- Za Zasługi dla Obronności kraju[1]
- Złoty Krzyż Zasługi[1]
- Krzyż Kawalerski Orderu Odrodzenia Polski[1]

## Miejsce pochówku
Cmentarz Centralny w Szczecinie